# Anna Plichta
Anna Plichta (Wadowice, 10 februari 1992) is een Poolse voormalige wielrenster.
In 2016 kwam ze uit voor de Sloveense wielerploeg BTC City Ljubljana. In dat jaar werd ze tweede in het Pools kampioenschap wielrennen op de weg en kwam ze uit voor Polen op de Olympische Zomerspelen 2016 in Rio de Janeiro; ze werd 19e in de tijdrit en 41e in de wegwedstrijd. In de Tsjechische rittenkoers Tour de Feminin - O cenu Českého Švýcarska behaalde ze in etappes de tweede, derde en vierde plaats en werd daardoor tweede in het eindklassement, op 23 seconden achter Cecilie Uttrup Ludwig.
In 2017 reed Plichta bij de Nederlandse ploeg WM3 Pro Cycling. In 2018 zou ze aanvankelijk overstappen naar Lensworld-Kuota, maar toen de hoofdsponsor de stekker uit de ploeg trok, tekende Plichta bij Boels Dolmans. In 2019 stapte ze over naar de nieuwe ploeg Trek-Segafredo en in 2021 kwam ze uit voor de Belgische Lotto Soudal Ladies.

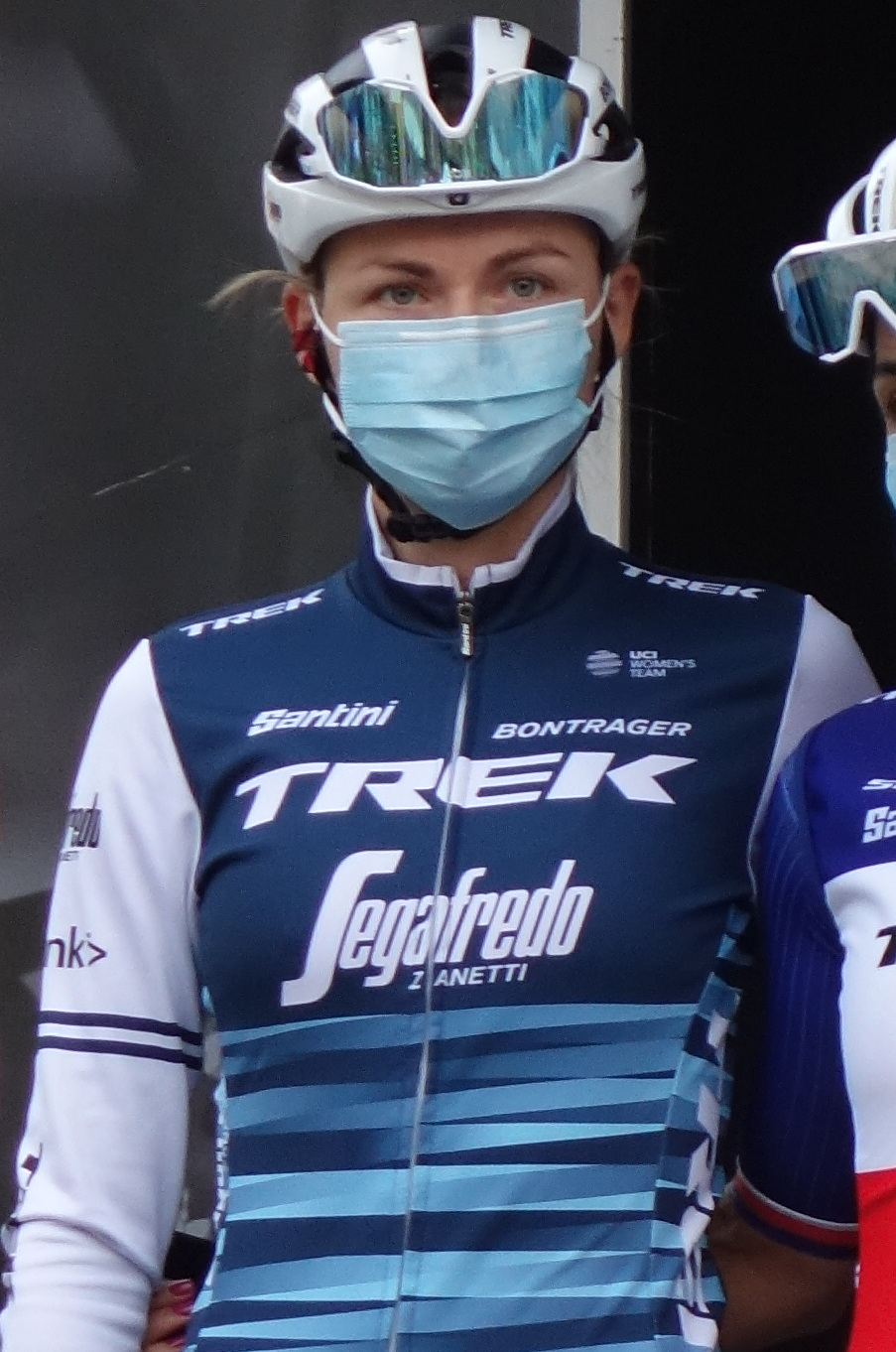
Plichta bij de start van de Waalse Pijl 2020.

In augustus 2021 nam ze namens Polen deel aan de Olympische Zomerspelen 2020 in Tokio. In de wegwedstrijd reed ze lang in de kopgroep samen met o.a. de latere winnares Anna Kiesenhofer. Plichta werd echter samen met medevluchtster Omer Shapira in de laatste vijf kilometer teruggepakt en finishte als 27e. In de tijdrit werd ze 24e. Na het seizoen 2021 hing ze haar fiets aan de wilgen.

## Erelijst
2014
Jongerenklassement Ronde van Thüringen
2015
2e in 1e etappe Lotto Belgium Tour
3e in Tour de Feminin - O cenu Českého Švýcarska
3e in 3e etappe (tijdrit)
2016
 Pools kampioenschap op de weg, Elite
2e in Tour de Feminin - O cenu Českého Švýcarska
2e in 5e etappe
3e in 3e etappe (tijdrit)
2017
 Pools kampioenschap op de weg, Elite
2019
 Pools kampioen tijdrijden, Elite
2e in etappe 2A (tijdrit) Gracia Orlová
2020
 Pools kampioen tijdrijden, Elite
7e EK tijdrijden
Gafinovitz · Kastelijn · Kitchen · Korevaar · Koster · Markus · Niewiadoma · Plichta · Scandolara · Tenniglo · Vos
Blaak · Canuel · Deignan · Dideriksen · Guarnier · Majerus · Pieters · Plichta · Schneider · Van den Bos · Van der Breggen
Batty · Cordon-Ragot · Deignan · Hanson · Lepistö · Longo Borghini · Neff · Noble · Paternoster · Plichta · Richards · Swartz · van Dijk · Van Twisk · Wiles · Winder · Worrack
Bäckstedt · Batty · Brand · Cordon-Ragot · Deignan · Hanson · Henttala · Longo Borghini · Paternoster · Plichta · Richards · Swartz · van Dijk · Van Twisk · Wiles · Winder · Worrack
Braam · Castrique · Meertens · Nilsson · Parkinson · Plichta · Siggaard · Smulders · Vandenbulcke · Vander Sande